# Bertil Haase
Bertil Haase (Uppsala, 5 giugno 1923 – Fagersta, 7 luglio 2014) è stato un pentatleta svedese.
Arrivò terzo nel pentathlon invernale alle olimpiadi di San Moritz del 1948, dove lo sport era dimostrativo.

## Palmarès
In carriera ha conseguito i seguenti risultati:
- Mondiali:

Berna 1950: oro nel pentathlon moderno a squadre.
Budapest 1954: bronzo nel pentathlon moderno a squadre.